# Inmaculada Concepción (Iglesia de Nuestra Señora de Gracia)
La Inmaculada Concepción es una talla de Pedro Roldán realizada entre 1679 y 1680. Está ubicada en la Iglesia de Nuestra Señora de Gracia, en Córdoba (Andalucía, España).

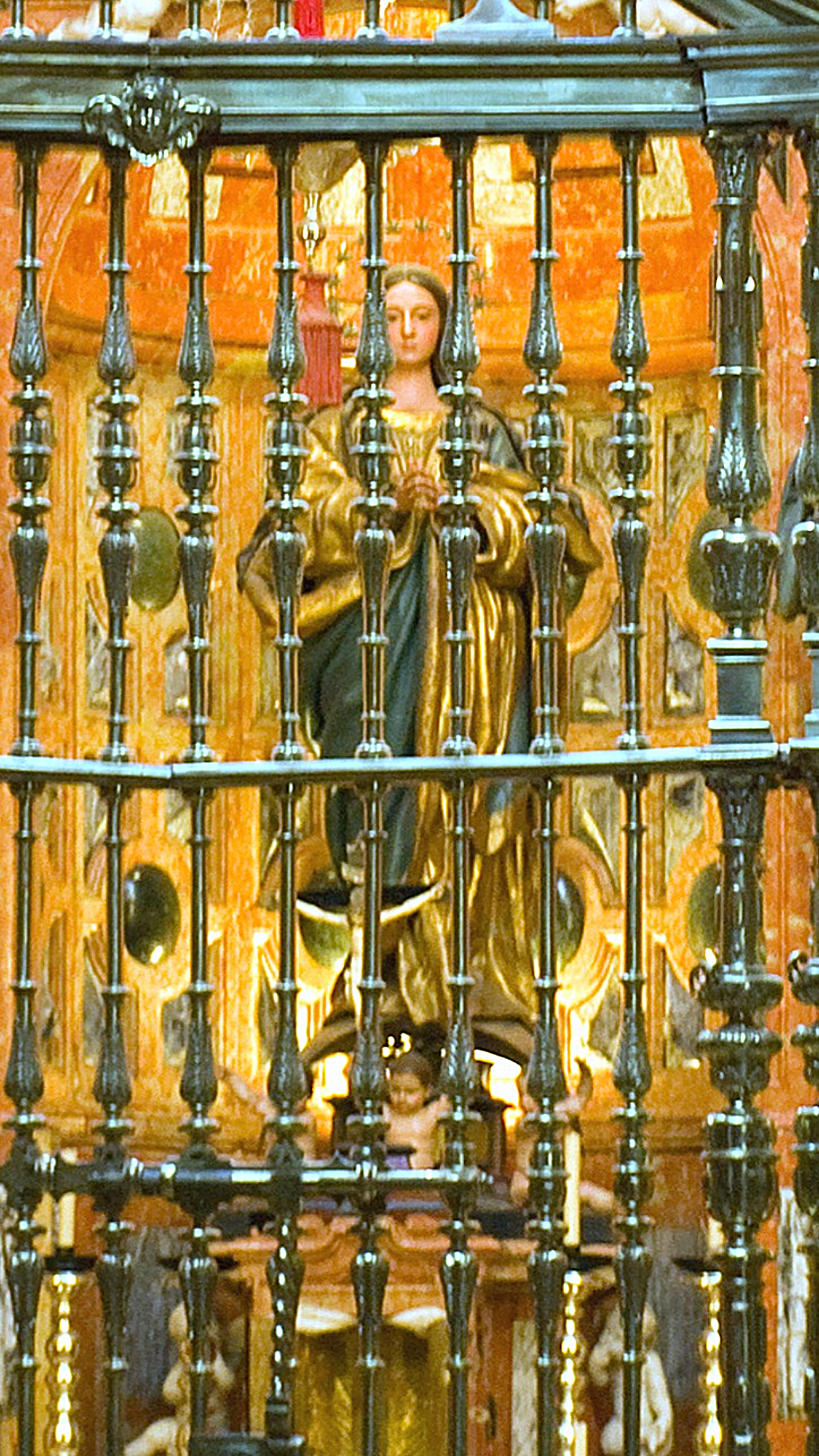
Talla de la Inmaculada Concepción en la Catedral de Córdoba, por Pedro de Mena (1679-1680).

## Historia
Tras la conocida como gran peste de Sevilla, ocurrida en 1649, se produjo una nueva epidemia en 1679 que afectó, entre otras zonas, a Córdoba, donde cuatro años antes Alfonso de Salizanes y Medina, devoto de la Inmaculada, había sido nombrado obispo. El 24 de julio de 1679 el municipio procedió, a modo de rogativa, a jurar el voto de la defensa de la Limpia y Pura Concepción de María, siendo este acto aprobado por el obispo el 4 de agosto y llevado a cabo veinte días después. El prelado presidió el 
juramento en la Catedral de Córdoba, donde se proclamó a la Inmaculada Concepción como patrona de la ciudad. Ese mismo año Medina pidió al cabildo un espacio en la catedral con el fin de levantar una capilla funeraria para él dedicada a la Inmaculada, siendo la misma inaugurada el 2 de diciembre de 1682. Respecto a la imagen titular, el prelado celebró un concurso en 1679 para el que convocó a dos de los escultores más destacados del momento: Pedro de Mena y Pedro Roldán. Al año siguiente ambos tallistas presentaron sus respectivas obras, las cuales gustaron tanto al obispo que en un principio tuvo dudas a la hora de elegir una, si bien terminaría decantándose por la de Mena (en 1973 el profesor Jorge Bernales fechó erróneamente la talla de Roldán en 1668, lo que provocó incertidumbre acerca de la posible celebración del concurso). Tras ser rechazada, la Inmaculada de Roldán fue conducida a la iglesia del Convento de Nuestra Señora de Gracia, donde se venera actualmente, por disposición del sacristán de la misma, el fraile trinitario Alonso de la Madre de Dios. El protocolo del convento relata los hechos en los siguientes términos:

Siendo obispo de esta ciudad y obispado de Córdoba el Iltmo. Sr. D. Fr. Alonso de Salizanes, de la seráfica observante Religión de San Francisco, grande bienhechor de este convento, cuyas copiosas limosnas abreviaron la conclusión y dedicación de la iglesia nueva de planta que gozamos, llevado su Iltma. de su grande devoción al misterio de la Purísima Concepción de Nuestra Señora, mandó fabricar a su costa en la Santa Iglesia Catedral una muy hermosa capilla, toda de jaspe de Cabra, dedicada a tan soberano misterio. Solicitó la devoción de tan gran príncipe, para llenar el trono del altar de su capilla, que se labrase de talla una imagen de Concepción de peregrina hermosura. Ofreciéronse a hacerla dos grandes artífices que entonces había, uno en Sevilla y otro en Málaga. Los dos en competencia echaron el resto de su habilidad y del arte para la fábrica, y así sacaron dos hermosísimas imágenes, ambas de cuerpo natural que en todo le imitan. Traídas las dos a Córdoba, se halló perplejo el Sr. Obispo sobre cuál de las dos elegiría para su nueva capilla, porque ambas le enamoraban por su singular perfección. Después de varios pareceres, unos se inclinaban a la una y otros a la otra, eligió la Iltma. la del maestro de Málaga, por parecerle que el ropaje de la de Sevilla era muy airoso, que decía más a imagen de Asunción que de Concepción, en medio de conocer ventajas de hermosura en la de Sevilla. Elegida por su Iltma. la imagen de Málaga para su capilla, donde se colocó, quedó la de Sevilla sobre el bufete en la Santa Iglesia Catedral, algunos días, ofreciéndola el artífice a quien se la pagase. Tuvo muchos codiciosos la santa imagen, llevándose los ojos de todos; y consiguió la fortuna de llevarla el sacristán de este convento, que era el hermano fr. Alonso de la Madre de Dios, religioso lego, natural de Fiñana, en el obispado de Guadix, que fue sacristán de esta casa por más de 40 años.

## Descripción
Esta obra pertenece al periodo de madurez artística de Roldán y posee muchas similitudes con la Inmaculada del mismo autor elaborada en 1652 y conservada en la Iglesia de Santa Ana de Montilla, en Córdoba. La imagen, de 1,40 metros de altura, muestra a la Virgen con un rostro dotado de unas facciones alejadas de la juventud plasmada en la mayoría de Inmaculadas de la época; de hecho, la talla muestra a una Virgen madura al acentuar las líneas de expresión que enmarcan la boca. La imagen tiene los ojos almendrados y el cabello, dividido, cae a ambos lados del rostro y se posa delicadamente sobre los hombros. Los brazos se hallan flexionados y levemente desplazados a un lado, clara influencia de Martínez Montañés, estando las manos, que no son las originales, juntas en posición orante sin llegar a tocarse. 
La Virgen porta una túnica en tono marfil con estampado floral en la que destaca una profusión de pliegues desordenados y un estrechamiento a medida que baja hasta los pies, a imagen y semejanza de las obras inmaculistas de Alonso Cano. Por su parte, el manto, de color azul con motivos dorados en los bordes, se encuentra suspendido del brazo izquierdo y presenta un esquema de pliegues el cual muestra un patrón caracterizado por drapeados angulosos que fluyen desde la cintura hasta las rodillas. El amplio vuelo de los ropajes dota de movimiento a la Inmaculada, la cual presenta cierto hieratismo roto solo por un leve contrapposto originado por la flexión de la pierna izquierda. La imagen se apoya en un escabel compuesto por una esfera en la que destacan una estrella pintada y el rostro alado de un serafín en relieve, todo ello coronado a su vez por una media luna invertida acorde a la doctrina de los antiguos tratadistas. Para rematar el conjunto, la Virgen luce una aureola estrellada de orfebrería.
Según una descripción del historiador, literato y antiguo profesor de la Universidad de Córdoba Ángel Aroca Lara:

En esta Purísima Roldán evidencia que no ha perdido el tiempo en los años que la separan de su imagen homónima de Montilla. Los paños, que ya intentaban despegarse en aquélla, vuelan aquí con inusitada libertad, como insuflados por una brisa que preludia el s. XVIII. Aquellos planos amplios de las telas se hallan ahora surcados por menudos y movidos pliegues, que confieren a la imagen un aspecto mucho más etéreo. Muestra del empeño que puso Roldán en la obra, de su deseo de hacer algo distinto, es la ruptura con la iconografía tradicional, tanto sevillana como granadina, en el giro contrapuesto de las manos y la cabeza. Hasta ahora la Virgen miraba hacia la derecha y dirigía las manos en sentido opuesto, tal como él mismo lo había dispuesto en la Inmaculada de Montilla. En ésta invierte los términos. Pese a su intención innovadora, la imagen muestra el contacto del maestro con las dos grandes escuelas andaluzas. Sus ropajes conectan con el modo de hacer sevillano, pero la composición ahusada es claramente de estirpe granadina. La Virgen, más que apoyarse, parece levitar sobre la media luna y el mundo que se halla a sus plantas. Roldán reduce el coro angélico a la mínima expresión para no restarse importancia a la protagonista de la obra. El rostro, hermosísimo, de mujer joven pero sin las reminiscencias infantiles tan frecuentes en la iconografía, parece ser el retrato de una modelo de carne y hueso. Su realismo le alejan de las estampas y las representaciones iconográficamente acuñadas.